# Юзефович Юрій Васильович
Юрій Васильович Юзефович (* 4 серпня 1941, Дніпропетровськ) — радянський футболіст, півзахисник та нападник.

## Біографія
Народився 4 серпня 1941 року в місті Дніпропетровськ. Кар'єру професійного гравця розпочав у миколаєвському «Авангарді» в 1958 році, кольори якого захищав до 1963 року. За цей час у складі миколаївського клубу в першій лізі чемпіонату СРСР провів 135 матчів та забив 22 м'ячі, ще 5 матчів (1 гол) Юрій провів у кубку СРСР.
В 1963 році перейшов до складу іншого представника першої ліги чемпіонату СРСР львівських «Карпат», кольори яких він захищав до 1967 року. За цей час у львівській команді Юрій провів 83 матча та забив 5 м'ячів. Ще 3 поєдинки (в 1966 році) Юзефович в складі «Карпат» провів у кубку СРСР.
Завершив кар'єру гравця Юрій Юзефович в 1968 році у хмельницькому «Динамо», в складі якого відзначився 2-ма забитими м'ячами.